# Vicky Jeudy
Vicky Jeudy é uma atriz estadunidense, reconhecida internacionalmente por interpretar Janae Watson na série de comédia-drama Orange Is the New Black e McKenna em Law & Order: Special Victims Unit.

## Filmografia
| Ano  | Título                            | Papel              |
| ---- | --------------------------------- | ------------------ |
| 2006 | Bottom Feeder                     | Ashanti            |
| 2009 | Living Peterson                   | Elizabeth Peterson |
| 2013 | Shake                             | Judy               |
| 2013 | Addiction                         | Nandie             |
| 2013 | Orange Is the New Black           | Janae Watson       |
| 2014 | Law & Order: Special Victims Unit | Officer McKenna    |
| 2014 | Romeo and Juliet in Harlem        | Benvolia           |